# Heterothrips quercicola
Heterothrips quercicola är en insektsart som beskrevs av J. C. Crawford 1942. Heterothrips quercicola ingår i släktet Heterothrips och familjen Heterothripidae. Inga underarter finns listade i Catalogue of Life.